# NGC 3562
NGC 3562 est une vaste galaxie elliptique située dans la constellation du Dragon. NGC 3562 a été découverte par l'astronome germano-britannique William Herschel en 1785.

## Caractéristiques
Sa vitesse par rapport au fond diffus cosmologique est de 6 813 ± 31 km/s, ce qui correspond à une distance de Hubble de 100,5 ± 7,1 Mpc (∼328 millions d'al).
À ce jour, cinq mesures non basées sur le décalage vers le rouge (redshift) donnent une distance de 98,180 ± 23,128 Mpc (∼320 millions d'al), ce qui est à l'intérieur des valeurs de la distance de Hubble.

## Groupe de NGC 3562
NGC 3562 est le plus vaste et le plus brillant membre d'un groupe de galaxies qui porte son nom. Les deux autres galaxies du groupe de NGC 3562 sont NGC 3523 et NGC 3890.